# ミハリス・パパコンスタンディヌー
ミハリス・パパコンスタンディヌー（ギリシア語: Μιχάλης Παπακωνσταντίνου / Michalis Papakonstantinou、1919年 - 2010年1月17日）は、ギリシャのコザニ県・コザニ出身の政治家、作家。新民主主義党の政治家としてコンスタンディノス・ミツォタキス内閣において1992年8月7日から1993年10月13日まで外務大臣を務めた。また、アテネやテッサロニキの新聞のコラムニストも務めていた。
2010年1月17日、91歳で亡くなった。